# سراسیمگی (پزشکی)
سراسیمگی یا آشفتگی حالتی از فعالیت حرکتی و شناختی تشدید شده است که با رفتارهای کلامی و فیزیکی بیش از حد یا نامناسب، هیجان عاطفی و بی‌قراری مشخص می‌شود و اغلب به عنوان نشانه‌ای از بیماری‌های زمینه‌ای پزشکی، روان‌پزشکی یا عصبی بروز می‌کند. این وضعیت به دلیل احتمال آسیب به بیماران، مراقبان و ارائه‌دهندگان خدمات درمانی، هم یک اورژانس پزشکی و هم یک اورژانس روان‌پزشکی به‌شمار می‌رود و در صورت عدم تشخیص و مدیریت سریع، ممکن است به پرخاشگری یا خشونت منجر شود.